# 斯特凡·埃德贝里
斯特凡·埃德贝里（瑞典語：Stefan Edberg，1966年1月19日—），瑞典前職業網球運動員，單打最高世界排名第一，六座大滿貫得主，國際網球名人堂成員。
1988年的网球四大满贯赛事的四座男子单打桂冠均由瑞典人一举年度全封王（维兰德的3座和埃德贝里的1座），这是公開賽年代以來至今唯一非單人包攬四大满贯男子单打桂冠的“年度同一国”，也是瑞典体育史上最经典的世界之最之一。

## 網球生涯

### 出身
埃德贝里在1966年1月19日生於瑞典小鎮韋斯特維克。在70年代初的一天，他的母亲芭布罗在当地一家报纸上看到网球日活动的报道，於是决定将喜爱各项体育活动的儿子送到附近一所网球学校去训练。但在埃德贝里接触网球的第一学期，由于一位好友突然中止了训练，生性腼腆的他几乎也要退出，不過教练凭着一种敏感和期待，同时又带着职业性的鼓励使他得以继续下去。这个内向的孩子就这样渡过了事业上第一次重大抉择。10岁时，他已不再玩瑞典男孩子们的主流运动—足球和冰球，而专注於网球。很快，他就开始在国内比赛中夺冠并受到关注。
15岁时，埃德贝里已经能从当时瑞典第二高手韋蘭德手中赢下一盘。但是，當他進入职业运动员的行列時，他依然继续常规的学业，这对九年级的优等生又是一个人生交叉點。这时候，他所信赖的教练韦斯特维克斯给他提供了信心和支持。这位教练早已意识到埃德贝里的巨大潜力。他与善长於底线的传奇人物博格及打法均衡的韋兰德都不同，这个个子长得很快的少年有着强烈的网前决胜意识和绝佳的截击感觉。他坚信这个少年必成大器。过了第二道坎的埃德贝里逐渐向一流球員的目標迈进。

### 青少年組年度大满贯
| 年份   | 比賽                | 場地 | 決賽對手       | 對手國籍 | 勝方比分      |
| ------ | ------------------- | ---- | -------------- | -------- | ------------- |
| 1983   | 法网 (青少年組)     | 红土 | Franck Février | 法國     | 2–6, 6–2, 6–1 |
| 1983   | 温布尔登 (青少年組) | 草地 | John Frawley   |          | 6–3, 7–6      |
| 1983   | 美网 (青少年組)     | 硬地 | Simon Youl     |          | 6–2, 6–4      |
| 1983 # | 澳网 (青少年組)     | 草地 | Simon Youl     |          | 6–4, 6–4      |

# - 1983年的澳網公開賽於12月舉行。
1983年，當年17歲的埃德贝里連奪澳网、法网、温布尔登、美网青年組冠軍，亦是至今唯一青年組真正大满贯得主。这时，他开始与造就了博里的名教练佩斯·罗斯博格接触，并每周一次前往斯德哥尔摩接受他的训练和指导。这一段的合作使埃德贝里的反手突飞猛进。
他很快结束了中学学业，正式成为职业选手。埃德贝里职业生涯的指导者是教练托尼·皮卡德。他们在埃德贝里与维尔森公司（Wilson Sporting Goods）签约时相识，并成为终生拍档。他们的合作持续了十年之久，贯穿了他整个职业生涯。在他的指导下，看上去单薄、瘦弱的埃德贝里向世界第一发起冲击。1983年他在巴塞爾奪得個人首個巡迴賽雙打亞軍，這是他職業生涯首個決賽。

### 积累期（80年代中後期）
与早熟的韋兰德相比，埃德贝里的成功要稍微晚一些。1982年到1985年的韋兰德已经是4项大满贯男子單打冠军得主。而埃德贝里先在1984年奪得個人首個巡迴賽單打冠軍：米蘭室內賽，以及洛杉磯奧運會網球男單示範項目；繼而在1985年末才在澳网男單決賽上击败韋兰德夺冠，拿下职业生涯首座大满贯奖杯。到1987年初，埃德贝里再次赢得澳网男單冠军。1985–1987年这三年间，埃德贝里成绩稳定，世界排名也维持在前十之列，逐渐迈向成熟，竞技状态也保持在一个很高水平；不过，这三年亦正是藍道獨霸的年代，没有人能够威胁藍天王，埃德贝里也不例外。
1985–1987年可以说是埃德贝里的积累期。虽然他没有对伦德尔王朝构成威胁，却为他积蓄了无数宝贵的大赛经验，球技和心理素质也突飞猛进。这一个时期成长起来的球员还有西德金童贝克尔。
他和贝克尔是對偉大的宿敵，兩者均是發球上網型球員，更是當時溫布頓草地賽的最有力競爭者；雖然他和後者的對賽成績處於絕對劣勢（埃德贝里 10-25 贝克尔 （页面存档备份，存于）），不過在兩者共同進入決賽爭冠的溫布頓男單比賽中，埃德贝里贏了連續三次決賽的其中兩次。
1988年温布頓男單冠军则由埃德贝里收入囊中，这一年可以称为网坛历史上的“瑞典年”—瑞典选手在同一年中把四大满贯包揽，还是第一次也是至今唯一一次。埃德贝里是在决赛中击败已是两届温布頓男單冠军得主贝克尔夺魁的。同年，他在漢城奧運會網球比賽中奪得男單及男雙兩枚銅牌。
随着伦德尔的江河日下，韋兰德也急速下滑，埃德贝里与贝克尔在1988年的温布頓之战也开啟两人在战国时代恩怨的序幕。
1989年无疑是“贝克尔年”，贝克尔在这年的温布頓男單决赛中击败埃德贝里，第三次捧起冠军奖杯；并且在美网男單决赛力克天王伦德尔，夺得其职业生涯唯一一座美网冠军金盃。埃德贝里在1989年法网和温布頓男單决赛接連失利，四大满贯中相继受挫，在与贝克尔的竞争中处于下风。
當年，他在法網男單賽事打入決賽，結果他在五盤大戰的決賽中負於美籍華裔球員張德培而獲得亞軍（比分：1-6, 6-3, 6-4, 4-6, 2-6），法網亦成了埃德贝里在職業生涯中唯一從未染指男單冠軍的大滿貫比賽。他仅在ATP年终赛中否极泰来，夺得了冠军，挽回了一点颜面。

### 登上頂峰（1990年—1991年）
1990年，埃德贝里终于迎来职业生涯的高峰期。雖然他在澳网男單決賽因胃痛而中途退出，伦德尔得以成功衛冕，但在1990年赛季中，埃德贝里又取得一站又一站巡回赛的胜利，积分暴涨從而严重威胁了伦德尔的王位；包括在七月份的温布頓錦標赛中，埃德贝里与贝克尔连续三年会师男單决赛，这一次冠軍又回到埃德贝里手中，他成功击潰了贝克尔，报卻上年一敗之仇，第二次摘得溫布頓桂冠。不久他也取代伦德尔成为新的世界第一。當年埃德贝里在ATP巡迴賽單打賽事中取得了7個冠軍和5個亞軍，即使於同年法網和美網的男單比賽中，均在首輪止步，也實至名歸地成為當年的ATP單打年終球王。
埃德贝里登顶，也彻底终结了漫长的伦德尔皇朝。此后伦德尔再也没有回到世界第一，其竞技水平也日益下滑，直到退役都没有再出现闪光。当埃德贝里封王时，世界网坛的格局也焕然一新。埃德贝里在1990年成功击退了贝克尔，獲得了年终世界排名第一，伦德尔獨霸的年代則從此结束了。随之而来的1991年则是埃德贝里与贝克尔竞争的一个高峰期。
贝克尔先在1991年初的澳网男單夺冠，积分上追贴並很快便把埃德贝里赶下王座，取而代之。但是仅仅3周之后，贝克尔又快速地被埃德贝里從球王寶座上扯了下来。到了这一年的七月，贝克尔在温布頓男單比赛连续四年闯进决赛，虽然最后输给同胞仅获得亚军，但足以令他在积分上再次超过埃德贝里，重回王座。埃德贝里也不甘後人，在九月的美网公开赛男單决赛，埃德贝里击退佔主場之利的庫瑞爾，在让出王位9周之后又从贝克尔手里夺回了宝座。此后埃德贝里再没有给贝克尔任何机会，把世界第一的排名牢牢的握在手中，一直到1992年二月，才被强大的庫瑞爾夺去。
贝克尔就曾经说过，埃德贝里是自己职业生涯最大的对手。正是埃德贝里的存在，粉碎了贝克尔成为网坛霸主的梦想和希望，贝克尔也因為埃德贝里的登頂而無緣年終第一。贝克尔生涯也只有十二週登上世界排名第一。
然而埃德贝里王朝也没有維持很长，到1992年，随着埃德贝里在澳网男單决赛负於庫瑞爾，球王地位也岌岌可危。到了二月份，庫瑞爾也取代埃德贝里成为新的世界第一。庫瑞爾蟬聯法网男單冠軍后，已经在上坐稳了王座，兩人經過多次王座交替，埃德贝里亦在同年10月4日交出王座後，再沒有重返世界第一。

### 1992年美網
1992年埃德贝里卫冕之路被公认为史上最艱辛的。他从第四轮（十六强）开始，连续三场馬拉松式比赛都打到了決勝盤才险胜。
在十六强比賽中，他先落後兩盤的情況下進行絕地反擊（比分：4-6, 66-7, 6-3, 6-3, 6-4），打败將來成為1996年温布尔登男單冠軍的荷兰重炮手。
在八强赛比賽中，他也是有惊无险的在第五盘抢七（比分：6-3, 6-3, 3-6, 5-7, 7-63）勉强击退過氣天王伦德尔。
他在半决赛面对张德培则更为艱苦，这场五盘战打出了美国公开赛史上最长的一场比赛费时五小时二十六分（比分：63-7, 7-5, 7-63, 5-7, 6-4），這三场球賽共花费十三小时四十三分钟。
而他的决赛对手又是1990年冠军兼將來成為90年代男子網壇霸主的，且比賽時間又是美网特殊賽制的超级星期六，对埃德贝里的体能为最嚴峻考验。然而埃德贝里在决赛中，仍凭藉其丰富的大賽经验和绝招发球上网来壓制山普拉斯，反观山普拉斯在这次决赛中不但没掌握体能和東道主优势，也许是因为山普拉斯的父母首次去看山普拉斯打决赛而显得份外紧张，在紧要关头產生失误，尤其是第三盘抢七发出致命双误导致丢失关键盘而士气大失，结果埃德贝里以四盘總比分3-6, 6-4, 7-65, 6-2反勝山普拉斯成功蟬聯冠軍。山普拉斯也因輸掉這場比賽，激起他成為男子網壇最佳球員的決心。
事實上，埃德贝里亦是山普拉斯早期生涯的剋星，1993年的澳网男單半决赛他再度打敗這位未來球王。

### 後期生涯
在1993年的澳网男單比赛中，埃德贝里再次闯进决赛，但無獨有偶的再次不敌庫瑞爾。此后，埃德贝里也开始走下坡路，直到1996年退役，埃德贝里再也没有在大赛中有出彩的表现。1993–1995年間，他在ATP男單比賽只奪得五個小型賽事冠軍：1993年馬德里，1994年多哈、史图加特室內賽、華盛頓和1995年多哈。
由於埃德贝里球品極佳，甚少與裁判和對手爭論，被球圈譽為“紳士”，故他曾五度奪得国际职业网球联合会體育精神獎（1988–1990年、1992年、1995年），国际职业网球联合会其後亦將體育精神獎冠以其名以作表揚每一年度最有體育精神球員。
1996年，他和捷克球員合作，在澳网男雙比赛中奪標；他也在皇后會草地賽殺入男單决赛，負於老宿敵贝克尔而奪得亞軍，這也是他最後一次在ATP巡迴賽單打决赛中亮相；他在戴维斯杯決賽後就宣佈正式退役。他退役時，共獲得獎金兩千萬美元，ATP巡迴賽單、雙打冠軍共59個。
2013年12月，埃德贝里成為費達拿的新教練。

## 技術分析
埃德贝里是一名以持單手反拍（單反）並以發球上網為主的網球運動員，他擁有良好網前截擊能力和預判能力。
草地和硬地等快速場地是他最善長比賽的場地。其個人首四個大满贯男單錦標（1985、1987年澳網和1988、1990年温布尔登）均在草地上奪得的。他的發球上網被公認為網球史上最優雅之一。
但他的底線相持能力亦不差，故他曾奪得過三項ATP泥地賽事單打冠軍──1986年瑞士公開賽（格斯塔德）、1992年漢堡和1993年馬德里網球賽，三屆世界團體盃冠軍（1988年、1991年、1995年），以及1989年法網男單亞軍和1983年法網青少年組男單冠軍。
另外，他亦是一名雙打高手，同胞安德斯·耶吕德是他在80年代的雙打搭檔。兩人曾合作奪得12個ATP賽事男雙冠軍，包括1987年澳網和美網男雙冠軍，以及1984年美網和1986年法網男雙亞軍。然而在埃德贝里首奪男雙大滿貫前，已於1986年6月9日首登ATP男雙世界排名第一，在位11週，並於1987年1月26日再次登基，生涯合共當上15週ATP男子雙打世界排名第一。

## 大满贯

### 男單

#### 冠軍（6）
| 年份 | 比賽     | 場地 | 決賽對手 | 對手國籍 | 勝方比分                |
| ---- | -------- | ---- | -------- | -------- | ----------------------- |
| 1985 | 澳网     | 草地 | 韋蘭德   | 瑞典     | 6-4, 6-3, 6-3           |
| 1987 | 澳网     | 草地 |          |          | 6-3, 6-4, 3-6, 5-7, 6-3 |
| 1988 | 温布尔登 | 草地 | 贝克尔   | 西德     | 4-6, 7-62, 6-4, 6-2     |
| 1990 | 温布尔登 | 草地 | 贝克尔   | 西德     | 6-2, 6-2, 3-6, 3-6, 6-4 |
| 1991 | 美网     | 硬地 | 庫瑞爾   | 美国     | 6-2, 6-4, 6-0           |
| 1992 | 美网     | 硬地 |          | 美国     | 3-6, 6-4, 7-65, 6-2     |

#### 亞軍（5）
| 年份 | 比賽     | 場地 | 決賽對手 | 對手國籍     | 勝方比分                          |
| ---- | -------- | ---- | -------- | ------------ | --------------------------------- |
| 1989 | 法网     | 泥地 | 張德培   | 美国         | 6-1, 3-6, 4-6, 6-4, 6-2           |
| 1989 | 温布尔登 | 草地 | 贝克尔   | 西德         | 6-0, 7-61, 6-4                    |
| 1990 | 澳网     | 硬地 | 藍道     | 捷克斯洛伐克 | 4-6, 7-63, 5-2 (埃德贝里因傷退出) |
| 1992 | 澳网     | 硬地 | 庫瑞爾   | 美国         | 6-3, 3-6, 6-4, 6-2                |
| 1993 | 澳网     | 硬地 | 庫瑞爾   | 美国         | 6-2, 6-1, 2-6, 7-5                |

### 男雙冠軍（3）
| 年份 | 比賽 | 場地 | 搭檔             | 決賽對手                               | 勝方比分                  |
| ---- | ---- | ---- | ---------------- | -------------------------------------- | ------------------------- |
| 1987 | 澳网 | 草地 | 耶吕德 （ 瑞典） | Peter Doohan（ 澳洲） 沃德（ 澳洲）    | 6–4, 6–4, 7–63            |
| 1987 | 美网 | 硬地 | 耶吕德 （ 瑞典） | 弗拉赫（ 美國） Robert Seguso（ 美國） | 7–61, 6–2, 4–6, 5–7, 7–62 |
| 1996 | 澳网 | 草地 | 科尔达 （ 捷克） | 奥布赖恩（ 美國） 拉罗（ 加拿大）      | 7–5, 7–5, 4–6, 6–1        |

## ATP年终赛

### 單打

#### 冠軍（1）
| 年份 | 舉行地點 | 決賽對手 | 對手國籍 | 勝方比分            |
| ---- | -------- | -------- | -------- | ------------------- |
| 1989 | 美國紐約 | 贝克尔   | 西德     | 4-6, 7-66, 6-3, 6-1 |

#### 亞軍（1）
| 年份 | 舉行地點     | 決賽對手 | 對手國籍 | 勝方比分            |
| ---- | ------------ | -------- | -------- | ------------------- |
| 1990 | 德國法蘭克福 | 阿格西   | 美国     | 5-7, 7-65, 7-5, 6-2 |

### 雙打冠軍（2）
| 年份 | 舉行地點 | 搭擋               | 决賽對手                            | 勝方比分      |
| ---- | -------- | ------------------ | ----------------------------------- | ------------- |
| 1985 | 美國紐約 | 耶呂德 · （ 瑞典） | 尼斯特伦（ 瑞典） · 维兰德（ 瑞典） | 6–1, 7–6      |
| 1986 | 英國倫敦 | 耶呂德 · （ 瑞典） | 福尔热（ 法國） · 諾亞（ 法國）     | 6–3, 7–6, 6–3 |

## 奧運會

### 男單銅牌（1）
| 年份 | 比賽       | 場地 | 決賽對手 | 對手國籍     | 勝方比分                 |
| 1988 | 漢城奧運會 | 硬地 | 梅奇日   | 捷克斯洛伐克 | 6-3, 0-6, 6-1, 4-6, 2-6* |

# - 賽事不設季軍戰，四強負方並列雙季軍。

### 男雙銅牌（1）
| 年份 | 比賽       | 場地 | 搭檔               | 對手國籍                              | 勝方比分            |
| 1988 | 漢城奧運會 | 硬地 | 耶吕德 · （ 瑞典） | 卡萨尔（ 西班牙） · 桑切斯（ 西班牙） | 4-6, 6-1, 3-6, 2-6* |

* - 賽事不設季軍戰，四強負方並列雙季軍。

## ATP巡迴賽

### 單打

#### 冠軍（41）
- 1984年 (1) - 米蘭
- 1985年 (4) - 田納西州孟菲斯（美國全國室內錦標賽）、三藩市（太平洋海岸錦標賽）、巴塞爾（大衛杜夫瑞士室內賽）、澳網 <草地>
- 1986年 (3) - （瑞典公開賽）、巴塞爾（大衛杜夫室內賽）、斯德哥爾摩A
- 1987年 (7) - 澳網 <草地>、田納西州孟菲斯（美國全國室內錦標賽）、鹿特丹（荷蘭銀行公開賽）、東京-1（東京室外賽）、辛辛那堤A、東京-2（東京室內賽）A、斯德哥爾摩A
- 1988年 (3) - 鹿特丹（荷蘭銀行公開賽）、温布尔登、巴塞爾（大衛杜夫瑞士室內賽）
- 1989年 (2) - 東京-1（東京室外賽）、年終大師賽
- 1990年(7) [3]- ATP印第安泉1000大師賽A、東京-1（東京室外賽）、温布尔登、洛杉磯（太平洋西南公開賽）、ATP辛辛那堤1000大師賽A、長島（Norstar 銀行哈姆雷特挑戰盃）、ATP巴黎1000大師賽A
- 1991年(6) [4]- 斯图加特-1（歐卡公開賽）、東京-1（東京室外賽）、皇后會、美網、雪梨-2（雪梨室內賽）、東京-2（東京室內賽）
- 1992年 (3) - ATP漢堡1000大師賽A、紐黑文（富豪集團國際賽）、美網
- 1993年 (1) - 馬德里
- 1994年 (3) - 多哈（卡塔爾埃克森美孚公開賽）、斯图加特-1（歐卡公開賽）、華盛頓（莱格·梅森精英赛）
- 1995年 (1) - 多哈（卡塔爾埃克森美孚公開賽）

^  注解A：為超9賽 / ATP大師賽（共8項冠軍）

#### 亞軍（36）
- 1985年 (2) - 巴斯塔德（瑞典公開賽）、三藩市（太平洋海岸錦標賽）
- 1986年 (4) - 田納西州孟菲斯、多倫多-2B、洛杉磯（太平洋西南公開賽）、東京-2（東京室內賽）B
- 1987年 (4) - 印第安泉B、巴斯塔德（瑞典公開賽）、蒙特利尔B、洛杉磯（太平洋西南公開賽）
- 1988年 (4) - 達拉斯 WCT（WCT總決賽）、東京-1（東京室外賽）、皇后會、辛辛那堤B
- 1989年 (6) - 斯科茨代爾（網球頻道公開賽）、法網、温布尔登、辛辛那堤B、巴塞爾（大衛杜夫瑞士室內賽）、巴黎室內賽B
- 1990年 (5) - 澳網、ATP邁阿密1000大師賽（比斯肯灣）B、悉尼-2（雪梨室內賽）、ATP斯德哥爾摩1000賽B、ATP年終賽
- 1991年 (2) - 長島（Norstar 銀行哈姆雷特挑戰盃）、ATP斯德哥爾摩1000大師賽B
- 1992年 (3) - 澳網、史图加特-1（歐卡公開賽）、悉尼-2（雪梨室內賽）
- 1993年 (3) - 澳網、ATP辛辛那堤1000大師賽B、巴塞爾（大衛杜夫瑞士室內賽）
- 1994年 (1) - ATP辛辛那堤1000大師賽B
- 1995年 (1) - 華盛頓（莱格·梅森精英赛）
- 1996年 (1) - 皇后會

^  注解B：超9賽 / ATP大師賽（共12項亞軍）

### 雙打冠軍（18）
- 1984年 (1) - 漢堡（漢堡歐洲公開賽）
- 1985年 (4) - 布魯塞爾、瑞典公開賽（巴斯塔德）、辛辛那堤、年終大師賽
- 1986年 (3) - 鹿特丹（荷蘭銀行公開賽）、洛杉磯（太平洋西南公開賽）、年終大師賽
- 1987年 (7) [5]- 澳網 <草地>、鹿特丹（荷蘭銀行公開賽）、瑞典公開賽（巴斯塔德）、斯德哥爾摩、蒙特利尔、美網
- 1991年 (1) - 東京-1（東京室外賽）
- 1993年 (1) - ATP蒙特卡洛1000大師賽C
- 1995年 (1) - 多哈（卡塔爾埃克森美孚公開賽）
- 1996年 (1) - 澳網

^  注解C：為超9賽 / ATP大師賽（共1項冠軍）

### 團體

#### 世界團體盃
- 1988年、1991年、1995年三屆冠軍

#### 戴维斯杯
除了職業賽事成就突出外，埃德贝里在國際賽成績亦十分出眾；他是80年代瑞典隊戴维斯杯的主力成員，那時瑞典隊時正值黃金年代。
埃德贝里在80-90年代以球員身份，帶領瑞典隊在戴维斯杯七度打入決賽（1984-89年、1994年），並取得4次冠軍。
- 1984年決賽勝美國4:1
- 1985年決賽勝西德3:2
- 1987年決賽勝印度5:0
- 1994年決賽勝俄羅斯4:1
- 按：戴维斯杯是一年一度男子網球的世界團體錦標賽，是國際網球比賽中最高水平的團體賽。

## 歷年世界排名

### ATP單打年終世界排名
| 年份                     | 82  | 83 | 84 | 85 | 86 | 87 | 88 | 89 | 90  | 91 | 92  | 93 | 94  | 95  | 96 |
| ------------------------ | --- | -- | -- | -- | -- | -- | -- | -- | --- | -- | --- | -- | --- | --- | -- |
| ATP男子單打 年終世界排名 | 523 | 53 | 20 | 5  | 5  | 2  | 5  | 3  | 1   | 1  | 2   | 5  | 7   | 23  | 14 |
| ATP男子雙打 年終世界排名 | -   | -  | 13 | 6  | 3  | 3  | 74 | 74 | 128 | 86 | 123 | 27 | 125 | 119 | 44 |

### 72週ATP單打世界排名第一
| 球王任期                      | 前任球王 | 繼任球王 | 連續週數 | 累積週數 |
| ----------------------------- | -------- | -------- | -------- | -------- |
| 1990年8月13日 - 1991年1月27日 | 伦德尔   | 贝克尔   | 24週     | 24週     |
| 1991年2月18日 - 1991年7月7日  | 贝克尔   | 贝克尔   | 20週     | 44週     |
| 1991年9月9日 - 1992年2月9日   | 贝克尔   | 庫瑞爾   | 22週     | 66週     |
| 1992年3月23日 - 1992年4月12日 | 庫瑞爾   | 庫瑞爾   | 3週      | 69週     |
| 1992年9月14日 - 1992年10月4日 | 庫瑞爾   | 庫瑞爾   | 3週      | 72週     |

## 外部連結
- 國際網球名人堂 - 埃德贝里個人資料
- 埃德贝里職業生涯統計（英文） （页面存档备份，存于）
- 斯特凡·埃德贝里（英文/西班牙文）的官方資料
- 斯特凡·埃德贝里的國際網球總會 職業／青少年 官方資料（英文）
- 斯特凡·埃德贝里的官方資料（英文）